# Ван дер Верфф, Майкел
Майкел ван дер Верфф (нидерл. Maikel van der Werff; род. 22 апреля 1989, Хорн, Северная Голландия, Нидерланды) — нидерландский футболист, защитник.

## Клубная карьера
Ван дер Верфф — воспитанник клуба «Волендам». 4 сентября 2009 года в матче против «Телстар» он дебютировал в Эрестедивизи. 13 ноября в поединке против МВВ Маастрихт Майкел забил свой первый гол за «Волендам». В начале 2013 года ван дер Верфф перешёл в ПЕК Зволле, подписав контракт на 2,5 года. 10 марта в матче против столичного «Аякса» он дебютировал в Эредивизи. 30 марта 2014 года в поединке против АДО Ден Хааг Майкел забил свой первый гол за «Зволле». В том же году он помог завоевать Кубок Нидерландов.
Летом 2015 года ван дер Верфф подписал контракт с «Витессом». В матче против «Де Графсхап» он дебютировал за новый клуб. В 2017 году ван дер Верфф помог команде завоевать Кубок Нидерландов. 28 октября 2018 года в поединке против ситтардской «Фортуны» Майкел забил свой первый гол за «Витесс».
2 июля 2019 года ван дер Верфф заключил контракт с клубом MLS «Цинциннати». В американской лиге он дебютировал 27 июля в матче против «Торонто». По окончании сезона 2021 срок контракта ван дер Верффа с «Цинциннати» истёк.

## Достижения
Командные
ПЕК Зволле
- Обладатель Кубка Нидерландов — 2013/14

«Витесс»
- Обладатель Кубка Нидерландов — 2016/17